# FC Kariobangi Sharks
El FC Kariobangi Sharks es un equipo de fútbol de Kenia que juega en la Liga keniana de fútbol, la primera división de fútbol en el país.

## Historia
Fue fundado en el año 2000 en el suburbio de Kariobangi en la capital Nairobi e iniciaron en las divisiones bajas de Nairobi. En 2011 logra el ascenso a la KFF nationwide league justo en el momento en el que hubo la unificación de ligas y terminaron en la Division I hasta que dos años más tarde lograron el ascenso a la Liga Nacional de Kenia.
En el último partido en la segunda división de la temporada 2016 vencieron al Nzoia Sugar para lograr el ascenso a la primera división para la temporada 2017.

## Palmarés
- Liga Nacional de Kenia: 1

2016

## Participación en competiciones de la CAF
| Temporada | Torneo                       | Ronda      | Club             | Casa | Visita | Global |
| --------- | ---------------------------- | ---------- | ---------------- | ---- | ------ | ------ |
| 2018/19   | Copa Confederación de la CAF | Preliminar | Arta/Solar7      | 6-1  | 3-0    | 9-1    |
| 2018/19   | Copa Confederación de la CAF | 1          | Asante Kotoko SC | 0-0  | 1-2    | 1-2    |